# Kwartalnik Architektury i Urbanistyki
Kwartalnik Architektury i Urbanistyki (KAiU) – czasopismo naukowe, kwartalnik wydawany od 1956 roku w Warszawie przez Komitet Architektury i Urbanistyki Polskiej Akademii Nauk. Od 2018 roku współwydawcą jest Wydział Architektury Politechniki Warszawskiej.
Artykuły w nim publikowane dotyczą: teorii i historii architektury, urbanistyki, planowania przestrzennego.